# Hamweddel
Hamweddel ist eine Gemeinde im Kreis Rendsburg-Eckernförde in Schleswig-Holstein. Legan, Heidkaten, Knebelshorst, Hennstedt, Kollmoor, Stöfsandkate, Voßberg und Wisbrook liegen im Gemeindegebiet.

## Geografie und Verkehr
Hamweddel liegt etwa 17 km südlich von Rendsburg im Naturpark Aukrug. Die Gemeinde liegt zwischen dem Nord-Ostsee-Kanal und der Bundesstraße 77 von Rendsburg nach Itzehoe.
Zu Hamweddel gehören die beiden Ortsteile Heidkaten und Legan.
Schulbusse fahren nach Jevenstedt zur Grund- und Hauptschule „Schule an der Jevenau“ und zur Grund- und Realschule in Todenbüttel.

## Geschichte
Das Dorf wurde um 1500 gegründet. Der Name bedeutet „Waldfurt“.

## Politik

### Gemeindevertretung
Bei der Kommunalwahl am 14. Mai 2023 wurden insgesamt neun Sitze vergeben. Diese fielen erneut alle an die Kommunale Wählergemeinschaft Hamweddel. Die Wahlbeteiligung betrug 53,8 %.

### Wappen
Blasonierung: „Von Silber und Rot im Wellenschnitt schräglinks geteilt. Oben ein rotes Wagenrad, unten drei silberne Laubbäume.“

## Wirtschaft
Das Gemeindegebiet ist überwiegend landwirtschaftlich geprägt, die meisten Höfe betreiben Milchwirtschaft. Es gibt in Hamweddel vier Vollerwerbsbetriebe.